# Округ Реј (Тенеси)
Реј (енгл. Rhea County) је округ у америчкој савезној држави Тенеси.

## Демографија
По попису из 2010. године број становника је 31.809, што је 3.409 (12,0%) становника више него 2000. године.
| Група             | 2000.          | 2010.          |
| Белци             | 26.880 (94,6%) | 29.303 (92,1%) |
| Афроамериканци    | 580 (2,0%)     | 616 (1,9%)     |
| Азијати           | 83 (0,3%)      | 130 (0,4%)     |
| Хиспаноамериканци | 474 (1,7%)     | 1.187 (3,7%)   |
| Укупно            | 28.400         | 31.809         |